# Termitoloemus marshalli
Termitoloemus marshalli (лат.) — вид мух из семейства каллифориды (Calliphoridae), единственный в составе рода Termitoloemus. Назван в честь Сэра Гая Анструтера Нокса Маршалла (Marshall; 1871—1959; в те годы работавшего директором Imperial Institute of Entomology, Natural History Museum, Лондон).

## Распространение
Распространены в Ориентальной области.

## Описание
Мухи мелкого размера (менее 6 мм), основная окраска жёлтая. От близких групп отличается следующими признаками: крыловая жилка R1 вверху реснитчатая на всю длину; парафациальная область очень узкая, едва ли вдвое шире основания аристы; единственная латероклинатная глазничная щетинка нормального размера посередине лба, перед ней одна небольшая проклинатная щетинка; ментум очень крупный (сходен с таковым у Bengalia); вдоль лицевого гребня над вибриссой щетинок нет; щупики затемнены на конце; затылок очень сильно расширен; нижний калиптер узкий; есть брюшные тёмные полосы по переднему краю тергитов. Термитофаги в гнёздах термитов Odontotermes obesus (Rambur, 1842) и O. giriensis Roonwal & Chhotani, 1962 (Termitidae). Имаго мух проникают в термитники, где убивают хозяев, откладывая яйца. Личинки Termitoloemus питаются мёртвыми термитами. Личиночная жизнь мух длится около 96 часов, за ней следует период предкуколки и куколки, который длится 15-18 дней. Самки откладывают около 70 яиц. Взрослые особи живут около 15 дней, а жизненный цикл длится 32-35 дней при температуре 28-30 ° C и относительной влажности 60-70 %. Исследователи рассматривают потенциал использования T. marshalli для биоконтроля термитов.